# Archidiocèse de Santa Fe
Ne doit pas être confondu avec Archidiocèse de Santa Fe de la Vera Cruz ou Archidiocèse de Santa Fe de Antioquia.
L′archidiocèse de Santa Fe (en latin : Archidiœcesis Sanctae Fidei in America Septentrionali, en anglais : Archdiocese of Santa Fe) est un archidiocèse métropolitain catholique du  Nouveau-Mexique, aux États-Unis, ayant son siège à Santa Fe.
Depuis 2015, l'archevêque est John Charles Wester (en). Son siège est la cathédrale-basilique Saint-François-d'Assise (en).
La population catholique en 2022 est estimée à environ 328 000 personnes.

## Historique
Le diocèse de Santa Fe est érigé le 23 juillet 1850. Il est alors suffragant de l'archidiocèse de Saint-Louis. Son territoire s'étend alors sur le Nouveau-Mexique, l'Arizona, le Colorado et l'Utah. 
En 1968, les vicariats apostoliques d'Arizona d'une part, du Colorado et de l'Utah d'autre part, sont créés par détachement du diocèse de Santa Fe. 
Le 12 février 1875, le diocèse est élevé au rang d'archidiocèse métropolitain. Il perd de nouveau du territoire en 1939 et 1982 à l'occasion respectivement de l'érection des diocèses de Gallup et de Las Cruces.

## Diocèses suffragants
La Province ecclésiastique de Santa Fe comprend les États d'Arizona et du Nouveau-Mexique.
- Archidiocèse de Santa Fe
  - Diocèse de Gallup
  - Diocèse de Las Cruces
  - Diocèse de Phoenix
  - Diocèse de Tucson

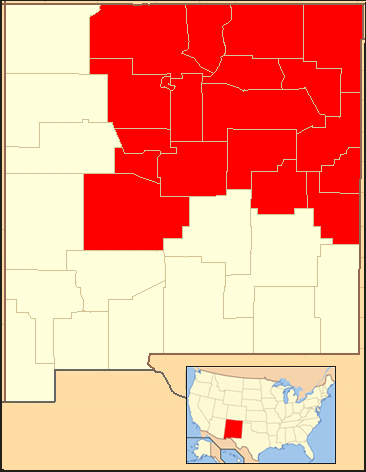
Localisation de l'archidiocèse.
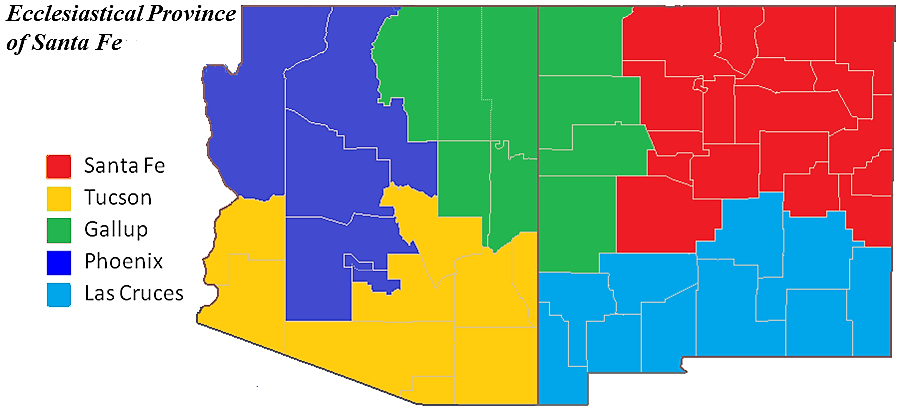
Diocèses suffragants.

## Source
- (es) Cet article est partiellement ou en totalité issu de l’article de Wikipédia en espagnol intitulé « Arquidiócesis de Santa Fe » (voir la liste des auteurs).